# 云南蓍
云南蓍（学名：Achillea wilsoniana）是菊科蓍属的植物，为中国的特有植物。分布在中国大陆的甘肃、湖南、贵州、云南、山西、湖北、河南、四川、陕西等地，生长于海拔400米至3,400米的地区，多生长在山坡草地及灌丛中，目前尚未由人工引种栽培。

## 别名
一支蒿、飞天蜈公、蓍草